# トニー・セテラ
トニー・セテラ（Tony Cetera, 1938年10月9日 - ）は、アメリカ出身の日本の俳優。身長189cm。稲川素子事務所に所属している。

## 出演

### 映画
- 怪談 異人幽霊（1963年、大蔵映画）
- 激突! 殺人拳（1974年、東映） - アブダル・ジャード 役
- ノストラダムスの大予言（1974年、東宝） - ニューギニア調査隊員1 役[2][1]
- エスパイ（1974年、東宝）
- 汚れた英雄（1982年、東宝）
- 上海バンスキング（1988年）
- 丹波哲郎の大霊界 死んだらどうなる（1989年、松竹富士）

### テレビドラマ
- 太陽にほえろ! 第72話「海を撃て!! ジーパン」（1973年、NTV） - ジョン・スミス 役
- 日本沈没（1974年 - 1975年、TBS） - ダグラス教授 役
- バーディー大作戦 第2話（1974年、TBS） - ロスマン（武器密輸商人） 役
- 唖侍鬼一法眼 第26話「寛永寺の決闘」（1974年、NTV） - イスパニア剣士 ゴンザレス 役
- プレイガールQ 第9話「女の野性は夜燃える」（1974年12月2日、12ch / 東映） - 通商団・団長グレン 役
- 秘密戦隊ゴレンジャー 第8話 （1975年、NET） - スコット 役
- 非情のライセンス 第2シリーズ 第56話「兇悪の情事」（1975年、NET、東映） - ホルン 役
- 人魚亭異聞 無法街の素浪人 第6話「横浜コネクション」（1976年、NET） - エドワード・サイモン 役
- 宇宙鉄人キョーダイン（1976年 - 1977年、TBS） - アジモフ教授（第28話）/ルーマン（第42・43話） 役
- NHK大河ドラマ「花神」（1977年、NHK）
- 連続テレビ小説「いちばん星」（1977年、NHK）
- Gメン'75 第103話「また逢う日まで 響圭子刑事」（1977年5月7日、TBS） - ひまわり学園神父（イーグル） 役
- われら行動派! 第22話「青い空と広い大地」（1979年 - 1980年、CX）
- ポーツマスの旗（1981年、NHK）
- 宇宙刑事ギャバン（1982年 - 1983年、ANB）
- スチュワーデス物語（1983年 - 1984年、TBS）
- じゃじゃ馬ならし（1993年、CX）
- 新幹線物語'93夏（1993年、TBS）
- ヘルプ!（1995年、CX）
- ハートにS（1995年6月5日、CX）
- 夏樹静子ドラマスペシャル「そして誰かいなくなった」（1997年10月5日、TBS）
- イヴ（1997年、CX）
- ハッピーマニア（1998年、CX）
- 月曜ドラマスペシャル「寝台急行銀河殺人事件」（1999年1月4日、TBS）
- 土曜ワイド劇場「おばはん刑事!流石姫子2」（1999年5月8日、ANB）
- パーフェクトラブ!（1999年、CX）
- ウルトラマンガイア 第33話「伝説との闘い」（1999年、MBS） - 森の老人 役
- スタイル! 第2話（2000年、ANB）
- フレーフレー人生!（2001年、YTV）
- 秋のドラマスペシャル「OLヴィジュアル系 完結編」（2001年10月5日、ANB）
- 火曜サスペンス劇場「軽井沢ミステリー2 風立ちぬ」（2002年8月13日、NTV）
- 逮捕しちゃうぞ 第8話（2002年、ANB）
- 金曜エンタテイメント「結婚相談員 末永卯月の推理案内状5」（2004年7月2日、CX）
- 仮面ライダーW 第4話「Mに手を出すな / ジョーカーで勝負」（2009年、ANB） - 神父 役

### バラエティ番組
- さんまのSUPERからくりTV（TBS）
- 世界・ふしぎ発見!（TBS）
- 笑っていいとも!（フジテレビ）
- 三枝の愛ラブ!爆笑クリニック（関西テレビ）
- さんまのなんでもダービー（テレビ朝日）
- 8時だJ（テレビ朝日）
- たけしの万物創世紀（朝日放送）

### CM
- マンスリーレオパレス